# Amtsgericht Carthaus

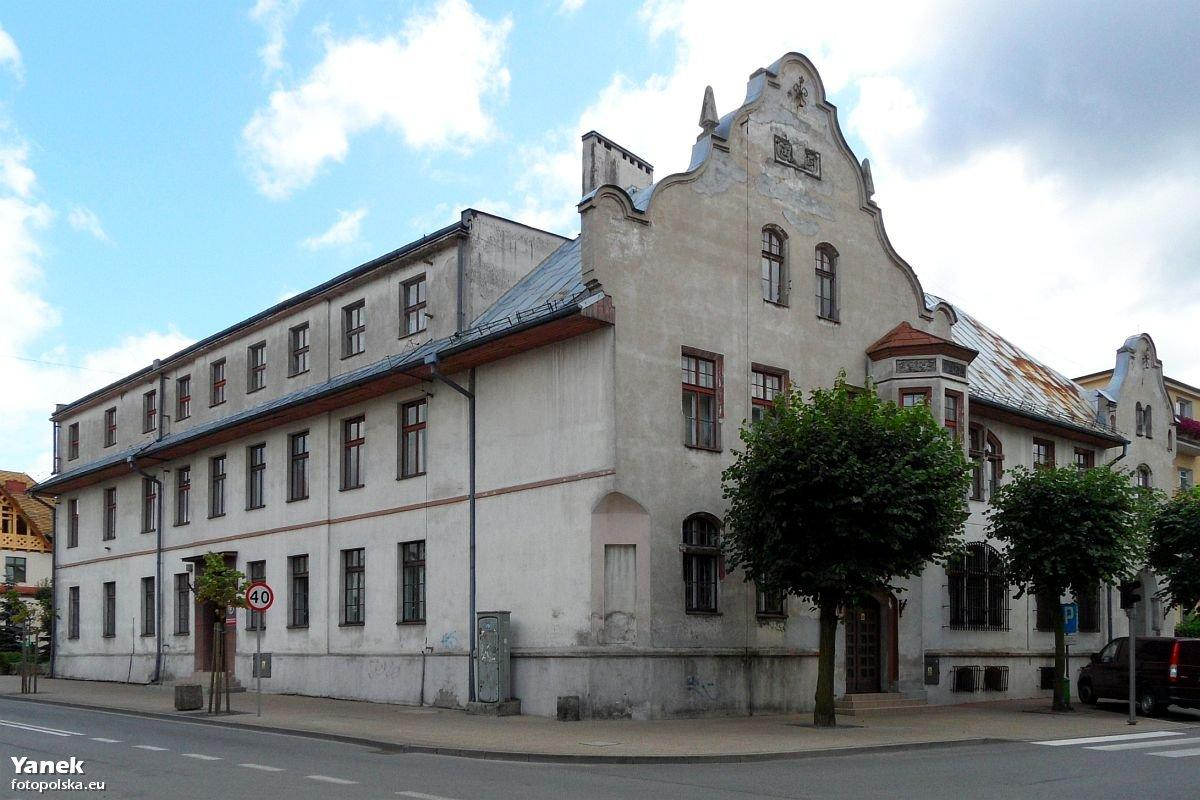
Ehem. Amtsgerichtsgebäude (2011)

Das Amtsgericht Carthaus (später: Amtsgericht Karthaus) war ein preußisches Amtsgericht mit Sitz in Carthaus.

## Geschichte
Das königlich preußische Amtsgericht Carthaus wurde mit Wirkung zum 1. Oktober  1879 als eines von neun Amtsgerichten im Bezirk des Landgerichtes Danzig im Bezirk des Oberlandesgerichtes Marienwerder gebildet. Der Sitz des Gerichtes war Carthaus. Sein Gerichtsbezirk umfasste den Kreis Karthaus ohne den Teil, der dem Amtsgericht Berent zugeordnet war. Am Gericht bestanden 1880 fünf Richterstellen. Das Amtsgericht war damit ein großes Amtsgericht im Landgerichtsbezirk. Gerichtstage wurden in Mirchau und Sullenschin gehalten. Der Amtsgerichtsbezirk kam aufgrund des Versailler Vertrages 1919 zu Polen, und das Amtsgericht stellte seine Arbeit ein. Im Jahre 1939 wurde Polen deutsch besetzt. Im Rahmen der Neuorganisation der Gerichte in Ostdeutschland und im ehemaligen Polen wurden das Amtsgericht Karthaus neu gebildet und erneut dem Landgericht Danzig zugeordnet.
Im Jahre 1945 wurde der Amtsgerichtsbezirk unter polnische Verwaltung gestellt, und die deutschen Einwohner wurden vertrieben. Damit endete auch die Geschichte des Amtsgerichtes Karthaus. Unter polnischer Verwaltung entstand das Sąd Rejonowy w Kartuzach (1950–1975: Sąd Powiatowy w Kartuzach).

## Amtsgerichtsgebäude
Das Amtsgerichtsgebäude (ul. Kościuszki 26) steht seit dem 30. April 1979 unter Denkmalschutz.